# Loaded (singel)
„Loaded” – piosenka popowa stworzona na drugi anglojęzyczny album studyjny portorykańskiego piosenkarza Ricky’ego Martina, Sound Loaded (2000). Wyprodukowany przez Waltera Afanasieffa, utwór wydany został jako trzeci singel promujący album, 17 kwietnia 2001 roku.

## Informacje o utworze
"Loaded” to kompozycja autorstwa George’a Noriegi, Jona Secadi oraz Robiego Rosy, wyprodukowana przez Waltera Afanasieffa. Piosenkę nagrywano w drugiej połowie 2000 roku w Playroom Studios w Miami na Florydzie. Jej hiszpańskojęzyczna wersja nosi tytuł 	"Dame más (Loaded)”.

## Wydanie singla
Światowa premiera singla nastąpiła 17 kwietnia 2001. 2 lipca tego roku singel wydano we Włoszech.
W Stanach Zjednoczonych „Loaded” nie powtórzył sukcesu poprzednich singli promujących album Sound Loaded. W notowaniach magazynu Billboard osiągnął: miejsce dwudzieste trzecie na Latin Tropical Songs, miejsce szóste na Hot Dance Singles Sales oraz pozycję dziewięćdziesiątą siódmą listy Billboard Hot 100. W Europie utwór zyskał nieznaczny sukces, będąc notowanym ogółem na dziewięciu oficjalnych listach przebojów singlowych, w tym na miejscach #14 w Szwecji, #18 w Hiszpanii oraz #19 w Wielkiej Brytanii. We Włoszech singel objął pozycję dwudziestą szóstą zestawienia Top 50 Singles, co w porównaniu z powodzeniem wcześniejszych singli z krążka Sound Loaded („She Bangs” zajął miejsce #1 danej listy, „Nobody Wants to Be Lonely” − miejsce #2) stanowiło słaby wynik.

## Teledysk
Teledysk towarzyszący utworowi „Loaded” powstał w przeciągu czterech dni w Nowym Jorku.

## Promocja
W 2001 Ricky Martin wystąpił w utworem „Loaded” podczas popularnych programów telewizyjnych typu talk show: Today oraz Late Show with David Letterman. Latem, goszcząc w Szwecji, dał koncert w trakcie programu stacji SVT1 Allsång på Skansen; wykonał wówczas piosenki „Loaded” oraz „She Bangs”.

## Listy utworów i formaty singla
| Ogólnoświatowy singel CD 1. „Loaded” (George Noriega Radio Edit) 2. „Loaded” (Almighty Mix) 3. „Loaded” (Almighty Dub Mix) 4. „Loaded” (Robbie Rivera Diskofied Vocal Mix) 5. „Loaded” (Fused Re-Loaded Mix) Niemiecki singel CD 1. „Loaded” 2. „Loaded” (Robbie Rivera Vocal Mix) 3. „Loaded” (Fairground Mix) 4. „Loaded” (wideoklip) | Meksykański singel CD 1. „Loaded” 2. „Dame más (Loaded)” Australijski singel CD 1. „Loaded” 2. „Loaded” (Fused Re-Loaded Mix 03) 3. „Loaded” (Monetshot Edit) 4. „Loaded” (Can 7 Radio Flag Mix) 5. „Loaded” (Robbie Rivera Vocal Mix) 6. „Nobody Wants to Be Lonely” (Jazzy Remix Radio Edit) |

## Nagrody i wyróżnienia
| Rok  | Ceremonia                    | Nagroda                              | Rezultat  |
| ---- | ---------------------------- | ------------------------------------ | --------- |
| 2002 | Billboard Latin Music Awards | latin-/dance-popowy maxi singel roku | Nominacja |

## Pozycje na listach przebojów
| Kraj               | Notowanie (2001)        | Wydawca              | Najwyższa pozycja |
| ------------------ | ----------------------- | -------------------- | ----------------- |
| Australia          | Top 100 Singles         | ARIA Charts          | 66                |
| Belgia ( Flandria) | Ultratip 30             | Ultratop             | 15                |
| Hiszpania          | Top 50 Singles          | PROMUSICAE           | 18                |
| Holandia           | Dutch Top 40            | MegaCharts           | 80                |
| Irlandia           | Top 50 Singles          | IRMA                 | 45                |
| Niemcy             | Top 100 Singles         | Media Control Charts | 74                |
| Stany Zjednoczone  | Billboard Hot 100       | Billboard            | 97                |
| Stany Zjednoczone  | Hot Dance Singles Sales | Billboard            | 6                 |
| Stany Zjednoczone  | Latin Tropical Songs    | Billboard            | 23                |
| Szwajcaria         | Top 100 Singles         | Schweizer Hitparade  | 87                |
| Szwecja            | Top 60 Singles          | Sverigetopplistan    | 14                |
| Wielka Brytania    | UK Singles Chart        | OCC                  | 19                |
| Włochy             | Top 50 Singles          | FIMI                 | 26                |